# Silene bolanthoides
Silene bolanthoides är en nejlikväxtart som beskrevs av Quezel. Silene bolanthoides ingår i släktet glimmar, och familjen nejlikväxter. Inga underarter finns listade i Catalogue of Life.